# Конференція
Конференція (від лат. Confercio «збирати в одне місце») — збори, нарада груп осіб, окремих осіб, організації для обговорення певної проблематики, яка визначена заздалегідь.

## Види конференцій
Існує багато видів конференцій.
- Бізнес-конференція — збори представників компаній з метою обговорення ключових проблем професійної сфери діяльності.
- Мирна конференція — міжнародне зібрання представників різних країн, як правило, скликана для вироблення і підписання умов післявоєнного устрою, а також обговорення проблем обмеження зростання озброєнь і пошуку мирних способів вирішення міжнародних суперечок та конфліктів.
- Конференція єпископів
- Наукова конференція — великі збори, нарада представників різних установ, країн, груп.
- Пресконференція — організована зустріч журналістів із представниками компаній, організацій або окремими персонами з метою надання ЗМІ проблемної та коментуючої інформації, і характеризуються можливістю отримання інформації з перших рук, перевірки відомостей і уточнення версій за допомогою питань.
- Конференція (інтернет) — див Група новин
- Ехоконференція в ФІДО.
- Вебконференція
- Телеконференція — дистанційне спілкування групи людей, що знаходяться у різних локаціях, з обміном звуковою та відеоінформацією.
- Конференц-зв'язок, селекторна нарада — розмова між трьома і більше абонентами, за допомогою телефонного зв'язку.
- Бізнес-конференція — збори представників однієї або кількох компаній з метою обговорення результатів співпраці у сфері бізнесу, обговорення проблем виникають при реалізації бізнес-ідеї, шляхів вирішення цих проблем, покращення взаємодії. Такі збори зазвичай проводяться в обладнаних конференц-залах з використанням спеціального обладнання для конференцій (проектори, екрани, системи синхронного перекладу та ін.)
- Печа-куча — методологія презентації коротких доповідей, спеціально обмежених за формою і тривалістю.
- Літконфа - літературна конференція, на якій збираються, як автори, читачі, так і, просто, пошановувачі книг і читання. Започаткована у м.Запоріжжя, Україна.